# Jean Lemaire de Belges
Jean Lemaire de Belges (* um 1473 in Bavay; † nach 1515 in Paris) war ein französischer Autor aus dem Gebiet des heutigen Belgien.

## Leben
Lemaire wurde in Bavay geboren und studierte in Valenciennes bei seinem Onkel Jean Molinet, der Bibliothekar des Herzogs von Burgund war, die Dichtkunst. Nach Studien in Paris bekleidete er Ämter bei verschiedenen Fürsten, insbesondere der Regentin der Niederlande, Margarete von Habsburg, und der französischen Königin Anne de Bretagne. 1506 und 1508 reiste er in Italien und kam dort mit der voll erblühten italienischen Renaissance-Kultur in Berührung.
Er begann als Lyriker im Stil der Rhétoriqueurs und führte 1504 die italienische Form der Terzine in die französischsprachige Lyrik ein. 1505 verfasste er die heiter-melancholischen Lettres de l'amant vert (dt. Briefe des grünen Liebhabers), fiktive Briefe des realen grünen Papageis von Margarete, der sich wegen einer langen Abwesenheit seines Frauchens zu Tode grämt und dann von seinen Erlebnissen aus dem Jenseits berichtet. 1509 und 1511 unterstützte Lemaire literarisch-propagandistisch Annes Gatten, König Ludwig XII., d. h., er versuchte dessen Eroberungskrieg in Norditalien zu rechtfertigen sowie seine Bestrebungen schönzureden, eine von Rom (denn der Papst zählte zu seinen Kriegsgegnern) relativ unabhängige französische Kirche zu schaffen, etwa im Sinne des späteren Gallikanismus.

## Werk

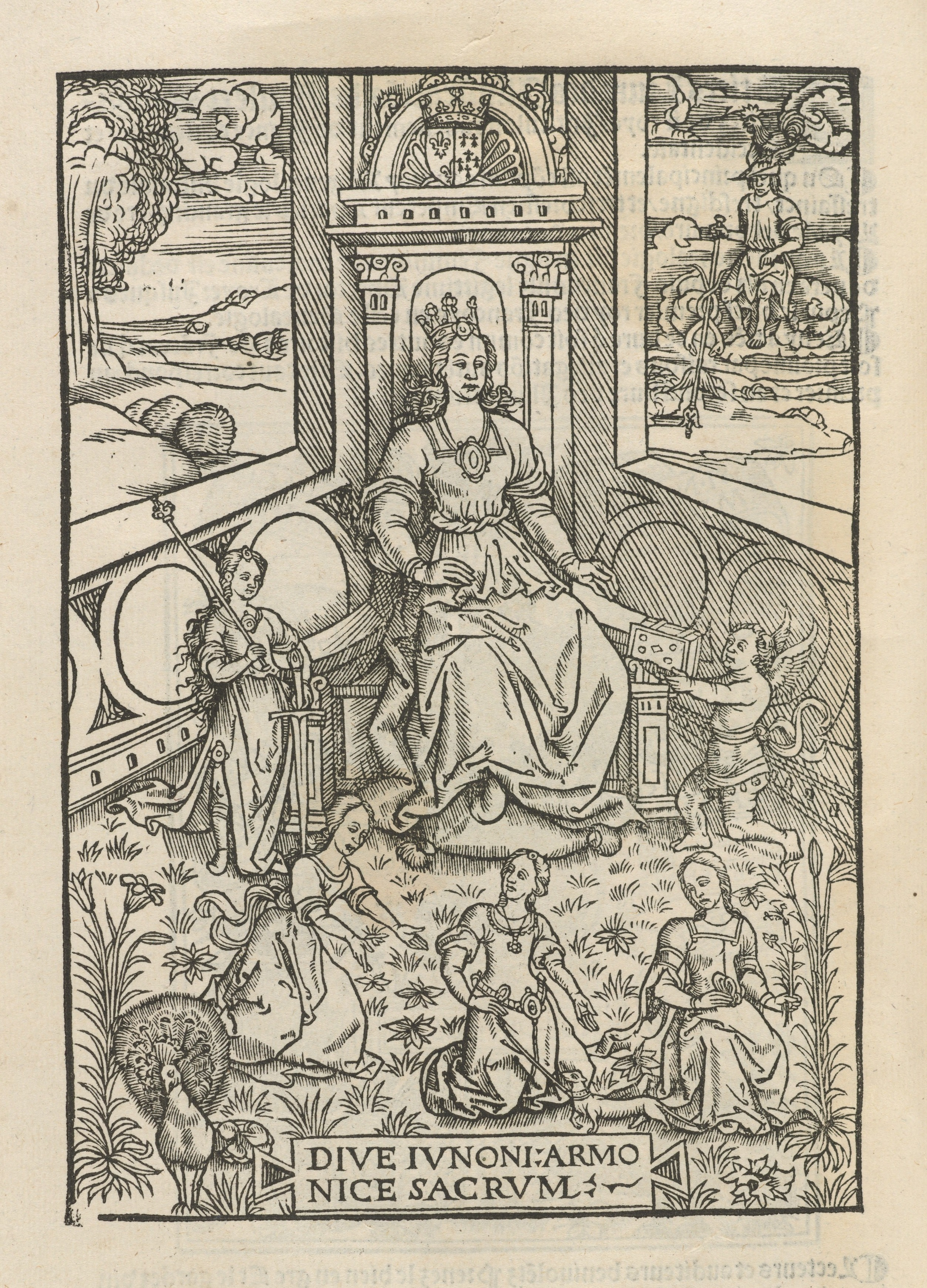
Les illustrations de Gaule et sĩgularitez de Troye, 1512

Lemaires Name ist vor allem aber verbunden mit dem zu seiner Zeit vielgelesenen Werk Les illustrations de Gaule et singularités de Troye (1511–13; dt. etwa: Die Ruhmesblätter Galliens und die Einzigartigkeiten Trojas). Es ist eine Nacherzählung der sich um Troja rankenden Geschichten (Buch I und II), gefolgt von einer Genealogie der Gründer Galliens und des Frankenreichs bis hin zu Karl dem Großen (Buch III). Lemaire verknüpft Trojaner und Franken über die Figur des Francus, eines (bei Homer nicht erwähnten) angeblichen Sohnes von Hektor, der sich zusammen mit dem späteren Rom-Gründer Aeneas aus dem von den Griechen eroberten Troja gerettet habe, um seinerseits das alte Gallien zu gründen, dessen Fortführung wiederum das frühmittelalterliche Francia, das Frankenreich, gewesen sei.
Die Illustrations stützen sich auf viele im heutigen Sinne pseudoantike und pseudohistorische Quellen (z. B. eine zeitgenössische lateinische Ilias-Bearbeitung). Sie sind motiviert vom Wunschtraum des Autors, das alte Frankenreich, also in etwa Frankreich, Deutschland und die Niederlande (d. h. etwa die jetzigen Benelux-Staaten) wieder zu vereinen, und sei es zunächst nur zum Zweck eines gemeinsamen Kreuzzugs gegen die Türken, die 1453 das christliche Byzanz (heute Istanbul) erobert hatten.
Lemaire begann die Illustrations 1505 als Sekretär Margaretes in den Niederlanden und stellte sie fertig als Sekretär und Chronist der französischen Königin Anne. Er selber bildete also gewissermaßen eine Klammer zwischen dem Ost- und dem Westteil des alten Frankenreichs (das sich unter Karl dem Großen um 800 von Lübeck bis Barcelona und von Brest bis Rom erstreckt hatte).

## Ausgaben
- Die Briefe des Grünen Liebhabers. Ins Deutsche übersetzt von Herrad Spilling nach der Ausgabe von Jean Frappier 1948. Fink, München 1970.